# 怪絲鰭鮃
怪絲鰭鮃為輻鰭魚綱鰈形目鰈亞目鮃科的其中一種，為熱帶海水魚，分布於中太平洋東部墨西哥至巴拿馬海域，棲息深度46-157公尺，體長可達11公分，棲息在泥底質底層水域，生活習性不明。